# Maison du Commandant des pompiers
La maison du Commandant des pompiers (finnois : Ruiskumestarin talo) est la plus ancienne maison en bois située dans le quartier de Kruununhaka au centre d'Helsinki en Finlande.
La maison est maintenant une composante du musée municipal d’Helsinki exposant la vie familiale bourgeoise des années 1860.

## Histoire
La maison est construite en 1818 pour la veuve d'un marin Kristina Wörtin. La propriété comprenait un bâtiment principal et dans la cour une écurie, une grange, un hangar à charrettes, un hangar à bois et deux chambres extérieures. Les bâtiments annexes sont démolis en 1905 et remplacés par un bâtiment de deux étages en pierre. 
Le bâtiment principal restant est toujours de couleur ocre. Les travaux ont commencé au moment où Helsinki était en pleine construction. Le Sénat impérial décide entre-autres de bâtir à Kruununhaka, Helsinki était devenu la capitale six ans plus tôt en 1812.
En 1859, le pompier Alexander Fricke achète le bâtiment principal à Kristina Wörtin en 1859. Le terrain et les bâtiments annexes seront vendus en 1974 à la ville d’Helsinki par Martta Bröyer la petite-fille du pompier. 
Le musée a ouvert au public en 1980.